# Burgreste Wasserburg
Burgreste Wasserburg bezeichnet die Ruine einer Höhenburg auf 690 m ü. NN an der Nordspitze des Leutenberges 2500 Meter nördlich der Stadtkirche von Tuttlingen im Landkreis Tuttlingen in Baden-Württemberg. 

## Geschichte
Die ehemalige Burg wurde nach ihren 1225 erwähnten Gründern, den Herren von Wasserburg “Waso”, benannt. Im 14. Jahrhundert wird die Burg zerstört und abgebrochen und wird um 1600 als Burgstall erwähnt.
Von der einst großen Burganlage sind die Grundrisse überwachsen und lassen nur noch Reste der Wehrmauern und einen tiefen Graben sehen.

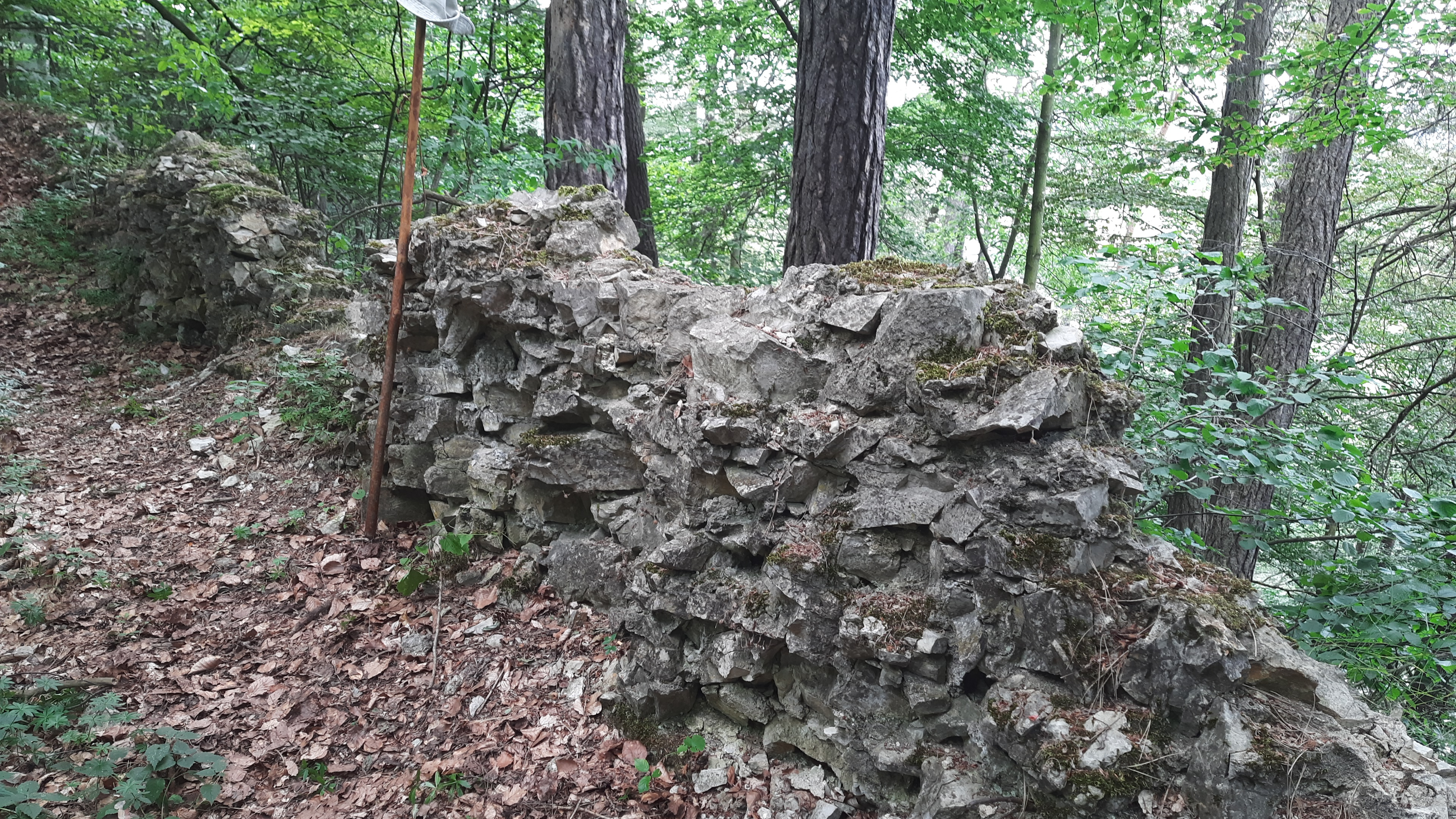
Mauerreste an der Nordseite